# Khor Angar
Khor Angar (arabisk: خور أنغار; tr. Khôr ʽAngar) er en by i det nordlige Djibouti med et indbyggertal på cirka 3.500 (2016). Byen ligger på landets kyst til det Røde Hav ved strædet Bab el-Mandeb i regionen Obock.